# Lotononis tapetiformis
Lotononis tapetiformis là một loài thực vật có hoa trong họ Đậu. Loài này được Emb. & Maire miêu tả khoa học đầu tiên.